# Vuk Drašković
Vuk Drašković (en serbocroata cirílico: Вук Драшковић) (Međa, RS de Serbia, Yugoslavia, 29 de diciembre de 1946) es un escritor y político serbio. Lidera el Movimiento de Renovación Serbio, partido que fundó en 1990. Fue vice primer ministro de la República Federal de Yugoslavia, ministro de Asuntos Exteriores de la federación de Serbia y Montenegro y, tras la independencia de Montenegro, ministro de Asuntos Exteriores de la República de Serbia.
Se licenció en Derecho por la Universidad de Belgrado en 1968. Desde 1969 a 1980 trabajó como periodista en la agencia yugoslava de noticias Tanjug. Fue también miembro de la Liga de Comunistas de Yugoslavia y jefe de personal del presidente yugoslavo Mika Špiljak. Es, además, autor de varias novelas.

## Primeros años
Nació de una familia de colonos herzegovinos en la localidad de Međa, perteneciente a la municipalidad de Žitište y situada en el Banato serbio, que a su vez forma parte de la Provincia Autónoma de Voivodina. Vuk tenía solo seis meses cuando falleció Stoja, su madre. Vidak, su padre, volvió a contraer nupcias. De su nueva esposa, Dara, tuvo otros dos hijos (Rodoljub y Dragan), y tres hijas (Radmila, Tanja y Ljiljana), lo cual significa que el pequeño Vuk se crio con cinco medios hermanos.
Acabó la educación primaria en Slivlje, localidad herzegovina donde se había trasladado la familia poco después del nacimiento de Vuk. Seguidamente cursó la educación secundaria en Gacko. Dada la insistencia de su padre, Drašković consideró la opción de estudiar medicina en Sarajevo, pero finalmente se decidió por cursar estudios de derecho en la Universidad de Belgrado.
Entre 1969 y 1978 Drašković se interesó por el periodismo. Obtuvo su primer trabajo como corresponsal en Nairobi, la capital de Kenia, para la agencia estatal de noticias Tanjug. Posteriormente fue asesor de prensa en el Consejo de la Unión de Trabajadores Yugoslavos. Durante el mismo periodo se publicaron sus novelas "El Juez" y "La Daga", que levantaron polémica entre las élites dirigentes yugoslavas. Sin embargo, y debido a las peticiones del público, poco después se publicaron también "La Oración" y "El Cónsul Ruso". Estas novelas, traducidas a diversos idiomas, le catapultaron como el escritor con mayores tiradas en la Yugoslavia de entonces. El compromiso político que impregnaba su obra literaria le valió la consideración de "disidente político". Drašković había sido declarado enemigo del Estado tras la aparición de "La Daga" en 1982, novela en que relataba el genocidio que el pueblo serbio sufrió durante la Segunda Guerra Mundial.

## Carrera política

### Finales de la década de 1980 y comienzos de la década de 1990
En 1989 Vuk Drašković fundó, junto con Mirko Jović y Vojislav Šešelj, el Partido Nacional Serbio de Renovación (ONS). Sin embargo, los tres fundadores se encontraron pronto en una encrucijada política y el partido se desintegró. Drašković y Šešelj se convirtieron pronto en enemigos acérrimos y feroces opositores políticos.
Drašković creó en 1990 el Movimiento del Renacimiento Serbio (Srpski Pokret Obnove, SPO). Este partido nacionalista democrático participó en las primeras elecciones pluripartidistas de la República Socialista de Serbia, que se celebraron el 9 de diciembre de 1990. Obtuvo un distante segundo lugar en un contexto de manipulación informativa de los medios de comunicación estatales, favorables a Milošević. Pese a ello, Drašković mantuvo la presión sobre Milošević a través de protestas callejeras y organizando las manifestaciones masivas en Belgrado del 9 de marzo de 1991.

### Mediados y finales de la década de 1990
En 1996 el SPO formó la alianza opositora Zajedno ("Juntos") con el Partido Demócrata de Zoran Đinđić y la Alianza Cívica de Serbia bajo Vesna Pešić, que logró cierto éxito en las elecciones locales de noviembre de ese mismo año. La coalición pronto se disgregó cuando Đinđić y Pešić faltaron al acuerdo de la coalición y no apoyaron a Drašković como candidato conjunto para las siguientes elecciones presidenciales. El SPO de Drašković participó por su cuenta en las elecciones de septiembre de 1997, pese al boicot de sus antiguos aliados de coalición.
En enero de 1998 se propuso al SPO que se coligara con el Partido Socialista de Serbia para utilizar su influencia en Occidente y rebajar la tensión con Estados Unidos y la OTAN. De ese modo Drašković se convirtió, a principios de 1999, en vice primer ministro de la República Federal de Yugoslavia. Lo hizo en respuesta a la apelación de Milošević a la unidad nacional frente a la insurrección albanesa en Kosovo y una inminente confrontación con la OTAN. El 28 de abril del mismo año fue cesado por el primer ministro Momir Bulatovic.
La policía secreta atentó dos veces contra la vida de Drašković, que resultó milagrosamente ileso en ambas ocasiones. La primera de ellas fue el 3 de octubre de 1999 en la carretera de Ibar, en que cuatro de sus más cercanos colaboradores sí fueron asesinados. La segunda ocasión fue el 15 de junio de 2000, en Budva.

### Era post-Milošević

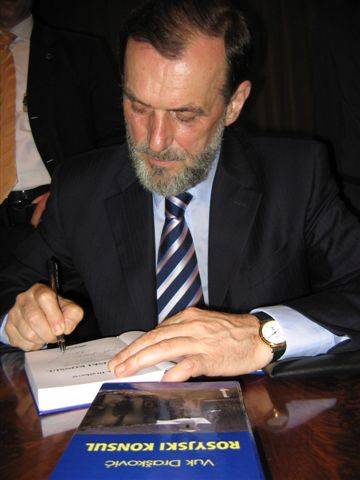
Vuk Drašković firma ejemplares de "El cónsul ruso" en 2008.

Drašković ha mantenido tibias relaciones con casi todas las figuras relevantes de la escena política serbia, con periodos alternantes de disputas y cooperación abierta. En lo que él mismo llamó más tarde "una mala jugada política", Drašković mantuvo el SPO al margen de la vasta coalición anti-Milošević Oposición Democrática de Serbia (DOS), formada en el año 2000. Ello reportó un escaso éxito para su candidato a las elecciones presidenciales federales del 24 de septiembre de ese año, Vojislav Mihailović, así como en las elecciones parlamentarias posteriores, donde el DOS obtuvo una victoria abrumadora. Debido a ello, Drašković fue marginado y su partido fueron medianamente marginados en los siguientes 3 años, hasta su nombramiento como Ministro de Asuntos Exteriores en marzo de 2004.

## Obra literaria
- El juez (1982)
- La daga (1982)
- La oración
- La oración 2
- El cónsul ruso
- La noche del general (1994)
- La meta (2007)
- El doctor Arón (2009)[6]